# Cloud-Druck
Cloud-Druck (englisch cloud printing) bezeichnet in der Computertechnik den Druck über eine Cloud.

## Arten
Es gibt im Wesentlichen drei Arten des Cloud-Drucks:
- User-basiertes Cloud-Printing ist eine Lösung, die mobile Geräte und Computer mit Cloud-fähigen Heimdruckern verbindet, auf die die Benutzer Zugriff haben. Mit dieser Lösung können die Benutzer von überall aus drucken.
- Corporate Cloud Printing ermöglicht es den Mitarbeitern, von überall aus auf jedem Firmen- oder Privatdrucker zu drucken. Die IT-Abteilung kann auf alle Druckserver zugreifen und sogar Druckertreiber entfernen.
- Der kommerzielle Cloud-Druckdienst ermöglicht den Urhebern von Inhalten, ihre digitalen Publikationen zu drucken, indem sie Netzwerke von Produktionsanlagen mit Cloud-Computing-Technologie nutzen. Dieser Dienst ermöglicht die „Ad-hoc-Umwandlung von digitalen Informationen in physischer Form in 2D oder 3D“.[3]

## Vorteile
Mit Cloud Printing können Verbraucher von ihren PCs, Tablets oder Smartphones aus auf jedem beliebigen Drucker drucken, während der Cloud-Druckdienst die Materialüberwachung übernimmt. Automatisierte Verbrauchsmaterialsendungen wie Toner oder Papier werden von vielen Druckerherstellern wie Lexmark angeboten, die auf Echtzeitanalysen von Verbrauchsmaterial und Nutzerverhalten basieren, um jederzeit das Drucken zu gewährleisten. 
Cloud Printing macht Druckserver überflüssig und ist die einzige Möglichkeit für IT-Abteilungen, von virtuellen Cloud-Desktops und -Servern aus zu drucken. Für Verbraucher bedeutet dies, dass sie PC-Verbindungen und Druckertreiber nicht mehr benötigen und vom Drucken auf mobilen Geräten profitieren können. Für Verlage und Eigentümer von Inhalten bedeutet Cloud Printing, dass sie die Kosten und Komplexität des Kaufs und der Verwaltung der zugrunde liegenden Hardware, Software und Prozesse vermeiden können, die für die Produktion professioneller Druckerzeugnisse erforderlich sind. 
Cloud Printing ermöglicht es Unternehmen, die mit der Massenproduktion verbundenen Kosten zu senken, wenn sie es als Druck-On-Demand nutzen. Darüber hinaus kann Cloud Printing als umweltfreundlicher bezeichnet werden, da es die Menge des verwendeten Papiers und die Kohlendioxidemissionen durch Transport erheblich reduziert. 
Da viele Unternehmen ihre IT in die Cloud verlagern und einige Dienste wie Windows 365 und Azure Virtual Desktop von Microsoft nutzen, wird die Verbindung von der Cloud-Umgebung zu den Druckern vor Ort zu einem Problem, da das Öffnen von Ports für den eingehenden Druckdatenverkehr keine Option ist. Im Jahr 2020 hat Microsoft das Universal Print-Serviceangebot angekündigt, um das Drucken mit Cloud-Desktop-Umgebungen kompatibel zu machen und das Drucken treiberfrei und einfach zu gestalten, ohne dass ein Client auf dem PC installiert werden muss. Mit Universal Print hat Microsoft eine Architektur geschaffen, die Drucker zu Waren macht, Druckserver und Treiber überflüssig macht, das Verschieben von Druckern in VLANs zu Sicherheitszwecken ermöglicht und das Drucken von überall aus erlaubt. Kunden können jeden Drucker eines beliebigen Modells verwenden, da alle über die Cloud funktionieren. Die Kunden sind nicht mehr an eine bestimmte Druckerherstellermarke gebunden, was dem Cloud-Print-Markt einen erheblichen Aufschwung gegeben hat. Die Microsoft Universal Print-Architektur bietet APIs für Drittentwickler, die Add-ons wie Celiveo 365 entwickeln können, um Microsoft Cloud Print mit zusätzlichen Funktionen wie Zugriffskontrolle auf Drucker und Kopierer, Follow-me und Pull Print, Datenverschlüsselung, erweiterte Nutzungsberichte oder Rückverrechnung zu erweitern. 

## Anbieter von Cloud-Drucklösungen für Verbraucher
Vor dem Jahr 2020 gab es nur wenige Anbieter, die auf eine professionelle Cloud-Print-Lösung hinarbeiteten und in ihrer eigenen Nische operierten oder sich auf mobile Geräte konzentrierten. Doch seit der Ankündigung von Microsoft im Jahr 2020, seinen Cloud-Druckdienst Universal Print zu starten, hat dieser Markt Aufwind bekommen und viele Anbieter begannen Lösungen für diesen wachsenden Markt anzubieten. Die Covid-Pandemie hat dazu geführt, dass Mitarbeiter in der Lage sein müssen, von zu Hause aus zu drucken, wenn sie die IT-Software des Unternehmens nutzen. Geschlossene VPNs verhindern oft den Zugriff auf Heimnetzwerkdrucker von Firmenlaptops aus, und Full Public Cloud-Lösungen sollen eine Lösung für dieses Problem bieten. 
Nach der Entscheidung von Google, den Google Cloud Print-Dienst zum 31. Dezember 2020 einzustellen, haben die meisten Druckerhersteller ihre eigene mobile Cloud-Lösung veröffentlicht, um die Lücke zu schließen. Hewlett-Packard hat mit seiner ePrint-Lösung auch seine eigene Cloud-Print-Lösung eingeführt. Diese Lösungen sind oft proprietär und funktionieren nur auf den vom Hersteller angebotenen Druckern. Google hat beschlossen, die Entwicklung von Cloud-Print-Lösungen Drittanbietern zu überlassen und sich darauf zu beschränken, die besten Druckmanagement-Angebote zu zertifizieren, die mit dem Chrome Enterprise Cloud-Ökosystem kompatibel sind.

## Anbieter von Cloud-Printing-Lösungen für Unternehmen
Viele Anbieter von Drucklösungen behaupten heutzutage, dass sie „Cloud Printing“ anbieten können. Allerdings gibt es tatsächlich drei unterschiedliche Kategorien: die Full Private Cloud, die Full Public Cloud und die Hybrid-Cloud. Diese Unterschiede sind relevant und haben Auswirkungen auf die Gesamtbetriebskosten, da eine höhere Anzahl an lokal installierter Software auch höhere versteckte Kosten mit sich bringen kann.
- Bei der Full Private Cloud geht es darum, eine Standard-Drucklösung vor Ort in ein Cloud-Hosting zu verlagern und einen VPN-Dienst einzurichten, um die Kommunikation zwischen dem Unternehmens-LAN und dem Cloud-Dienst herzustellen. Das bedeutet, dass es sich nicht um eine Software-as-a-Service-(SaaS)-Lösung handelt und nur begrenzte Vorteile bietet, da die gesamte Lösung vom Unternehmen verwaltet werden muss und die Drucker sich nur im Unternehmensnetzwerk befinden können, das über das VPN zugänglich ist. Zusätzlich erheben einige Cloud-Anbieter Gebühren für den eingehenden und/oder ausgehenden Datenverkehr, und Druckaufträge können aufgrund ihrer Größe und/oder Umfang erhebliche Kosten verursachen. Wenn vorhandene Lizenzen vor Ort wiederverwendet werden können, können Unternehmen jedoch Lizenzkosten einsparen.
- Die Full Public Cloud ist eine Software-as-a-Service-Lösung, bei der keine Software vor Ort installiert wird, sondern ein Abonnement über ein Portal abgeschlossen wird. Die Drucker kommunizieren direkt mit den Cloud-Servern, ähnlich wie bei Google Print früher. Das ist die einfachste, sicherste und sauberste Cloud-Lösung. Allerdings hängt die Umsetzung dieser Lösung von der Fähigkeit der Drucker ab, entweder eine integrierte Cloud-Druckfunktion zu haben oder eingebettete Agenten von Drittanbietern zu akzeptieren, die die Kommunikation mit der Cloud übernehmen. Wenn die Lösung korrekt implementiert ist, bietet sie auch das höchste Maß an Sicherheit, da kein Man-in-the-Middle-Angriff zwischen dem Drucker und der Cloud möglich ist.
- Hybride Cloud-Lösungen nutzen eine Kombination aus vor Ort installierter Software und Cloud-Diensten. Es gibt verschiedene Angebote, die entweder überwiegend vor Ort sind und ein zusätzliches Modul für die Kommunikation mit der Cloud haben oder überwiegend Cloud-basiert sind und nur ein kleines Modul vor Ort benötigen, um die Cloud mit den lokalen Druckern zu verbinden.

In der Kategorie "Full Public Cloud" unterstützen unabhängige SaaS-Anbieter wie Celiveo, ezeep und Printix eine breite Palette von Druckermarken und -modellen, so dass die Kunden den besten Drucker kaufen können, ohne sich auf eine bestimmte Marke festlegen zu müssen. Diese Anbieter nutzen Cloud-Computing-Technologie, um cloudbasierte Druckinfrastrukturen und Drucksoftware als Service (SaaS) anzubieten. Ihre Lösungen integrieren Cloud-fähige Drucker oder bieten eingebettete Druckeragenten. Dadurch können Benutzer auf jedem Drucker in einem Netzwerk drucken, auch wenn der Drucker nicht direkt vom Computer des Benutzers erreichbar ist. IT-Abteilungen können auch Drucker in VLANs verschieben, um maximale Sicherheit zu gewährleisten, ähnlich wie es bei IP-Telefonen der Fall ist.
Das Google Chrome Enterprise Cloud-Ökosystem hat spezifische technische Anforderungen, und Google zertifiziert Druckmanagementlösungen, um sicherzustellen, dass sie diese Anforderungen erfüllen. Jede Lösung bietet spezifische Funktionen und Sicherheitsmerkmale, die sie von anderen unterscheiden. Viele der Lösungen für Chrome Enterprise sind hybride Lösungen, während einige wenige als Full Public Cloud-Lösungen angeboten werden. 
Branchenexperten gehen davon aus, dass mit der zunehmenden Beliebtheit dieser Dienste, Nutzer Drucker nicht mehr als unbedingt notwendige Geräte betrachten werden, sondern eher als Geräte, auf die sie bei Bedarf zugreifen können, um eine gedruckte Seite zu erhalten.

## Vorbehalte gegen das Drucken aus der Cloud
Obwohl Cloud-Printing-Optionen den Druckprozess vereinfachen können, müssen alle Druckdaten auf ihrem Weg vom Gerät zum Drucker durch die öffentliche Cloud geleitet werden. Deshalb ist es wichtig, dass die Sicherheit der Lösung und des Datentransports sorgfältig geprüft wird. Zudem kann die Druckgeschwindigkeit beeinträchtigt werden, wenn das Internet zu langsam ist, und ein Ausfall des Internets verhindert das Drucken, es sei denn, die Lösung bietet Hochverfügbarkeit und/oder einen PC-Agenten, der die Kommunikation mit lokalen Druckern übernimmt, wenn die Cloud nicht erreichbar ist. 
Echte Public-Cloud-Drucklösungen erfordern keine lokalen Server im Unternehmen, die die Cloud ergänzen, sei es ein Druckserver oder ein Anwendungsserver, ein "Gateway" oder ein "Mesh"-Dienst. Viele Anbieter verbinden jedoch einfach einen lokalen Server mit einer Cloud-Datenbank und bezeichnen dies als Cloud-Drucklösung, was es nicht ist. 
Ein weiteres Problem kann auftreten, wenn das Unternehmen die Freigabe von anstehenden Druckaufträgen per Karte oder PIN standardisiert hat, da einige Lösungen nur mit sofortiger Freigabe drucken können. Es ist daher am besten, sich für druckerunabhängige Cloud-Printing-Lösungen zu entscheiden, um die Freiheit zu haben, jedes Druckermodell mit einer einzigen Lösung zu unterstützen. 

## Sicherheit
Da Druckaufträge durch das öffentliche Internet fließen, muss sichergestellt werden, dass kein Man-in-the-Middle-Angriff durchgeführt werden kann. Eine technische Lösung besteht darin, sicherzustellen, dass jeder Drucker und PC ein nicht selbst generiertes kryptografisches Token oder Zertifikat verwendet, das eine gegenseitige TLS-Authentifizierung und eine spezifische Datenverschlüsselung ermöglicht. Selbst generierte Druckerzertifikate sind in der Cloud unbekannt und verhindern eine vertrauenswürdige Authentifizierung. Microsoft hat seine Zero-Trust-Access-Sicherheit in seinem Universal-Print-Dienst implementiert und generiert ein eindeutiges Zertifikat für Drucker, die mit seinem Dienst kompatibel sind. Andere Cloud-Printing-SaaS-Anbieter sind diesem Hochsicherheitspfad gefolgt.
Da die in der Cloud gespeicherten Daten von Druckaufträgen sensibel sind, da sie sowohl Benutzerinformationen als auch alle auf den Seiten erscheinenden Informationen enthalten, müssen bewährte Verfahren angewendet werden, um solche Daten im Ruhezustand und während der Übertragung zu verschlüsseln, wobei asymmetrische PKI-Schlüssel anstelle fester Verschlüsselungsschlüssel verwendet werden. 
Einige Lösungen erfordern, dass die Ports für den eingehenden Datenverkehr an der Firewall geöffnet werden, damit die Cloud-Dienste mit den Druckern kommunizieren können, die hinter der Firewall angeschlossen sind (meist für IPP/IPPS-Datenströme). Bei anderen Lösungen wird ein Pull-Modell verwendet, bei dem die Kommunikation immer vom Drucker initiiert wird und kein Firewall-Port geöffnet werden muss. Das letztere ist in Bezug auf die Sicherheit vorzuziehen.